# João Baião
João Luís Baião dos Santos (Amadora, Buraca, 8 de outubro de 1963) é um actor, apresentador e encenador português.
Está entre as personalidades mais carismáticas da televisão em Portugal, cativando o público com as suas gargalhadas contagiantes. João Baião é parte integrante do panorama artístico português há várias décadas, sendo presença assídua em espetáculos de variedades e produções teatrais. Tornou-se um ícone do espetáculo graças à sua capacidade de se reinventar e conquistar novas gerações.

## Biografia
João Luís Baião dos Santos, nasceu na Buraca, uma localidade pertencente ao concelho da Amadora. É filho de Severino Mendes dos Santos Ferraz (falecido a 7 de outubro de 2010) e de Maria Luísa Baião (falecida em 7 de outubro de 2019). Os seus pais são naturais de Beja, onde vivem familiares próximos de João. Fez ginástica desportiva (sete anos) e futebol de competição (5 anos). O seu interesse pelas artes deve-se ao facto de ter sido criado no ambiente urbano da Amadora, conhecido como um dos locais mais populosos da Grande Lisboa. Decidiu viver da indústria do espetáculo, uma vez que, desde criança , tinha uma paixão pelo palco e pela expressão criativa. 
As artes estão profundamente enraizadas na formação académica do comunicador. Ao longo da sua variada carreira como apresentador, ator e encenador, a sua paixão pelas artes, que aperfeiçoou no Teatro, manteve-se constante. A sua experiência na área da comunicação e das artes performativas permitiu-lhe distinguir-se no mercado televisivo.
Começou como ator dramático. No teatro interpretou peças de autores como Bertolt Brecht (A Mãe Coragem no Teatro Nacional e Happy End no Teatro Aberto); Shakespeare (Romeu e Julieta, no Teatro Aberto, encenado por João Lourenço e Rei Lear, com Carlos Avilez); Anton Tchekov (O Jardim das Cerejas, também no Teatro Aberto com João Lourenço). Trabalhou com Diogo Infante em Odeio Hamlet de Paul Rudnick (Teatro Villaret).
Na televisão participou em A Relíquia (1987), Cobardias (1988), Ricardina e Marta (1989) ou em produções de Filipe La Féria para a RTP1 como Grande Noite (1992/3) e Cabaret (1994).
Na TVI foi apresentador do programa Visto Isto que teve pouco impacto. Tornou-se uma figura popular da televisão portuguesa com Big Show Sic (1995), que foi um programa que atingiu grandes níveis de audiências e entre 1997 e 1999 também apresentou o programa Big Show do Rádio na 88 FM Rádio Ocidente e na Metropolitana FM 96.2, e depois com Bom Baião (1998), na SIC.
Integrou o elenco de vários espetáculos de Filipe La Féria no Teatro Politeama, como Maldita Cocaína, de Afonso Henriques a Mário Soares, Rosa Tatuada de Tennessee Williams ou A Rainha do Ferro Velho de Garson Kanin. Desde então é presença assídua nos teatros de revista do Politeama. 
Nos bares e nos cafés-concertos da noite de Lisboa revelou-se como ator, autor e encenador dando a conhecer ao público atrizes como Maria Rueff, Teresa Côrte-Real ou Sílvia Rizzo.
Fez a voz de Mike Wasowski na versão portuguesa do filme Monstros e Companhia e fez a voz de Horton no filme Horton e o Mundo dos Quem. Voltou a trabalhar na dobragem de Mike Wazowski do filme Monstros - A Universidade.
Encabeça o elenco da revista HIP HOP'arque!, no Teatro Maria Vitória, Parque Mayer.
Após cinco anos a apresentar o fenómeno de audiências Big Show SIC, em 2001, regressa à RTP onde se manteve até 2014. Na estação pública foi um dos apresentadores mais ativos, onde apresentou programas como Natal dos Hospitais, Verão Total ou O Último Passageiro (com Sílvia Alberto). Destacam-se, especialmente, Portugal no Coração (2007-2013) e Praça da Alegria(2013-2014) que apresentou com Tânia Ribas de Oliveira. Nas tardes da RTP, João e Tânia formaram uma das duplas televisivas mais acarinhadas pelos portugueses e, por dividirem tantos anos juntos a apresentação de vários programas, os dois tornaram-se grandes amigos, sendo João o padrinho do filho mais novo da apresentadora, Pedro, nascido em 2015.
Em 2013, protagoniza Grande Revista à Portuguesa, para o Teatro Politeama, sob encenação de Filipe La Féria. Para o Politeama, seguem-se A Volta ao Mundo em 80 Minutos (2017) e Eu Saio na Próxima e Você?, com Marina Mota (2018).
Protagonizou, em 2014 uma das maiores transferências televisivas de sempre, ao regressar à SIC. Começou por apresentar Sabadabadão, com Júlia Pinheiro, as tardes do canal - Grande Tarde, ao lado de Andreia Rodrigues e Luciana Abreu, e Portugal em Festa. Fez também parte do elenco principal da novela Mar Salgado, com a personagem Rogério Manuel dos Santos, no mesmo ano.
Em 2017, a SIC anuncia o término de Grande Tarde, anunciando um novo programa, Juntos à Tarde, com a apresentação de João Baião e Rita Ferro Rodrigues, até 2018.
Entre 2019 e 2020, apresentou Olhó Baião!
Em 2020, com a saída de Cristina Ferreira da SIC para a TVI, Daniel Oliveira (Diretor de Programas SIC) chama João Baião e Diana Chaves para apresentarem Casa Feliz, o programa das manhãs da estação, onde ainda se mantém. Apresenta também Domingão, desde esse ano.
Entre 2021 e 2023, protagonizou a sitcom da SIC, Patrões Fora, no papel de Odete Barata.
No dia 3 de setembro de 2021, recebeu, no Coliseu dos Recreios, na XXV Gala dos Globos de Ouro o Globo de Ouro de Personalidade do ano na categoria de entretenimento.
Em 2022, produz e protagoniza a peça Monólogos da Vacina e, em 2023, Feliz Aniversário!, em várias salas do país.
O artista, lançou, em 2023 o seu livro de memórias: O Outro Lado da Alegria - A História Que Vos Quero Contar.

## Vida pessoal
Baião nunca revelou qual é a sua orientação sexual. Em 2024, em entrevista a Inês Lopes Gonçalves, no podcast Não Mandas em Mim, desta última, Baião mostrou-se aborrecido com a curiosidade alheia em relação à sua orientação sexual e afirmou que não tinha de assumir qual era.

## Família
Pais: Severino Mendes dos Santos Ferraz († 2010), Maria Luísa Baião († 2019)
Irmãos: Maria do Rosário Baião, José Baião.

## Prémios
| Ano  | Nomeação                       | Categoria do Prémio | Resultado | Referências |
| ---- | ------------------------------ | ------------------- | --------- | ----------- |
| 2011 | Troféus TV 7 Dias              | Melhor Apresentador | Indicado  |             |
| 2013 | Troféus TV 7 Dias              | Melhor Apresentador | Venceu    |             |
| 2015 | Troféus TV 7 Dias              | Melhor Apresentador | Indicado  |             |
| 2016 | Troféus TV 7 Dias              | Melhor Apresentador | Indicado  |             |
| 2021 | XXV Gala dos Globos de Ouro    | Entretenimento      | Venceu    | [ 34 ]      |
| 2022 | 9ª Gala de Moura               | Entretenimento      | Venceu    | [ 35 ]      |
| 2022 | XXVI Gala dos Globos de Ouro   | Entretenimento      | Indicado  |             |
| 2023 | Rotary Club Lisboa Centro      | Profissional do Ano | Venceu    | [ 36 ]      |
| 2023 | XXVII Gala dos Globos de Ouro  | Entretenimento      | Indicado  |             |
| 2024 | XXVIII Gala dos Globos de Ouro | Entretenimento      | Indicado  | [ 37 ]      |
| 2025 | XXIV Gala dos Globos de Ouro   | Entretenimento      | Pendente  | [ 38 ]      |

## Teatro
- 1986 - Peça A mãe coragem e os seus filhos de Bertolt Brecht - Teatro Nacional de D. Maria — encenação de João Lourenço

- 1986/87 - Peça O Jardim das Cerejas de Anton Tchekov — Teatro Aberto - Encenação de João Lourenço
- 1987 - Peça A Segunda vida de Francisco de Assis de José Saramago — Teatro Aberto - Encenação de Norberto Barroca

- 1987/88 - Peça A Dama do Maxim`s de George Feydeau — Teatro Aberto - Encenação de João Lourenço
- 1988 - Peça A Rua de Jim Cartwright — Teatro Aberto — Encenação de João Lourenço

- 1988 - Peça A Nave Adormecida de Fernando Dacosta — Teatro Aberto - Encenação de Castro Guedes

- 1988/89 - Peça Romeu e Julieta de William Shakespeare — Teatro Aberto - Encenação de João Lourenço
- 1989 - Peça A Marmita de Papin de Clara Pinto Correia — Teatro Aberto - Encenação de Fernando Gomes

- 1989 - Peça Happy End de Bertolt Brecht e Kurt Weill — Teatro Aberto - Encenação de João Lourenço

- 1989/90 - Peça Rei Lear de William Shakespeare — Teatro Experimental de Cascais - Encenação de Carlos Avilez
- 1990 - Peça Leandro — Rei da Helíria de Alice Vieira — Teatro Experimental de Cascais- Encenação de Carlos Avilez

- 1990 - Peça A Lua Desconhecida de Miguel Rovisco — Teatro Experimental de Cascais - Encenação de Carlos Avilez

- 1990/91 - Peça O Pecado de João Agonia de Bernardo Santareno — Teatro Experimental de Cascais - Encenação de Carlos Avilez

- 1991/92 - Peça Quem muda a fralda à menina de Francisco Ors — Teatro Villaret - Encenação de Armando Cortêz

- 1993/94 - Peça Maldita Cocaína de Filipe La Féria — Teatro Politeama - Encenação de Filipe La Féria

- 1994 - Revista De pernas para o ar, compilação de textos de revista incluindo alguns originais — Teatro Maria Vitória

- 1996 - Musical De Afonso Henriques a Mário Soares da autoria de Filipe Lá Féria e Carlos Paulo — Teatro Politeama - Encenação de Filipe Lá Féria

- 1996 - Comédia Odeio Hamlet de Paul Rudnic — Teatro Villaret - Encenação de Diogo Infante

- 1997 - Revista Mamã eu quero, produção do Teatro ABC - curta série de espectáculos no Porto

- 1999/00 - Peça A Rosa Tatuada de Tennessee Williams - Teatro Politeama - Encenação de Filipe La Féria

- 2013 - Peça Grande Revista à Portuguesa de Filipe La Féria - Teatro Politeama - Encenação de Filipe La Féria

- 2017 - Peça A Volta ao Mundo em 80 Minutos de Filipe La Féria - Casino Estoril: Salão Preto e Prata - Encenação de Filipe La Féria

- 2018 - Peça Eu Saio na próxima, e você? de Filipe La Féria - Teatro Politeama - Encenação de Filipe La Féria
- 2022 - Peça Monólogos da Vacina, de João Baião - Tour Portugal
- 2023 - Peça Feliz Aniversário, de João Baião - Tour Portugal

## Televisão

### RTP
| Ano                     | Projeto                                       | Notas                                                   |
| ----------------------- | --------------------------------------------- | ------------------------------------------------------- |
| 1987                    | A Relíquia                                    | Ator, no papel de 2° Estudante                          |
| 1987                    | Mãe Coragem e os Seus Filhos                  | Ator                                                    |
| 1988                    | Cobardias                                     | Ator                                                    |
| 1989                    | Caixa Alta                                    | Ator, no papel de Jornalista                            |
| 1989                    | Um Solar Alfacinha                            | Ator, no papel de Filho                                 |
| 1989                    | A Rua                                         | Ator                                                    |
| 1989                    | Ricardina e Marta                             | Ator                                                    |
| 1990                    | A Marmita de Papin                            | Ator                                                    |
| 1990                    | Happy End                                     | Ator                                                    |
| 1990                    | Romeu e Julieta                               | Ator                                                    |
| 1990                    | Quem Manda Sou Eu                             | Ator, no papel de Barbosa                               |
| 1990                    | Chuva de Maio                                 | Ator, no papel de Miguel                                |
| 1990                    | Euronico                                      | Ator, vários papéis                                     |
| 1991                    | Dramazine                                     | Ator                                                    |
| 1991                    | Por Mares Nunca Antes Navegados               | Ator                                                    |
| 1991                    | O Natal do Pai Natal                          | Ator                                                    |
| 1992                    | Marina, Marina                                | Ator                                                    |
| 1992                    | Quem Muda a Fralda à Menina?                  | Ator                                                    |
| 1992                    | Comédia das Verdades e das Mentiras           | Ator                                                    |
| 1992 - 1993             | Grande Noite                                  | Ator, vários papéis                                     |
| 1994                    | Trapos e Companhia                            | Ator                                                    |
| 1994                    | Desculpem Qualquer Coisinha                   | Ator                                                    |
| 1994                    | Cabaret                                       | Ator, vários papéis                                     |
| 1994                    | Maldita Cocaína                               | Ator, no papel de Litó                                  |
| 1995                    | Nico d'Obra                                   | Ator, no papel de Jornalista                            |
| 2001 - 2002             | Sábado à Noite                                | Protagonista                                            |
| 2001                    | Natal dos Hospitais                           | Apresentador, ao lado de Isabel Angelino                |
| 2002 - 2003             | João Baião                                    | Apresentador, ao lado de Isabel Angelino e Rute Marques |
| 2006 - 2008             | Dança Comigo                                  | Júri                                                    |
| 2007 - 2013             | Portugal no Coração                           | Apresentador, ao lado de Tânia Ribas de Oliveira        |
| 2008 - 2011 / 2013      | Verão Total                                   | Apresentador                                            |
| 2008 - 2012             | Há Volta                                      | Apresentador                                            |
| 2008                    | Olha Quem Dança                               | Júri                                                    |
| 2008 - 2010 / 2012-2013 | Natal dos Hospitais                           | Apresentador                                            |
| 2008                    | No Tal Hospital                               | Sketches cómicos                                        |
| 2009 - 2013             | Lisboa em Festa - Casamentos de Santo António | Repórter                                                |
| 2009 - 2010             | O Último Passageiro                           | Apresentador, ao lado de Sílvia Alberto                 |
| 2013 - 2014             | Praça da Alegria                              | Apresentador, ao lado de Tânia Ribas de Oliveira        |

### Outros RTP
| Ano  | Projeto                                    | Notas                                                                                 |
| ---- | ------------------------------------------ | ------------------------------------------------------------------------------------- |
| 2007 | Noite de Máscaras                          | Apresentador                                                                          |
| 2007 | Portugal Azul                              | Apresentador, ao lado de Isabel Angelino, Serenella Andrade e Carlos Ribeiro          |
| 2009 | Festa da Primavera                         | Apresentador, ao lado de Tânia Ribas de Oliveira                                      |
| 2009 | Portugal no Mundo                          | Apresentador, ao lado de Tânia Ribas de Oliveira                                      |
| 2009 | Operação Especial: Solidários até à Medula | Apresentador, ao lado de Tânia Ribas de Oliveira                                      |
| 2010 | Força Portugal!                            | Apresentador, ao lado de Tânia Ribas de Oliveira                                      |
| 2010 | Causa Maior                                | Apresentador, ao lado de Tânia Ribas de Oliveira                                      |
| 2010 | 7 Maravilhas Naturais de Portugal          | Apresentador, ao lado de Tânia Ribas de Oliveira                                      |
| 2012 | Festa da Flor                              | Apresentador, ao lado de Tânia Ribas de Oliveira                                      |
| 2012 | Sabores de Portugal                        | Apresentador, ao lado de Tânia Ribas de Oliveira, Serenella Andrade e Sérgio Oliveira |
| 2013 | Barcelos em Festa                          | Apresentador, ao lado de Sónia Araújo e Hélder Reis                                   |
| 2014 | Grande Revista à Portuguesa                | Ator (Peça de Teatro emitida em televisão)                                            |

### SIC
| Ano             | Projeto                       | Notas                                                                 |
| --------------- | ----------------------------- | --------------------------------------------------------------------- |
| 1993 - 1994     | E o Resto é Conversa          | Sketches cómicos                                                      |
| 1995 - 2000     | Big Show SIC                  | Apresentador                                                          |
| 1996            | Marchas Populares de Lisboa   | Apresentador                                                          |
| 1996            | Carnaval do Rio de Janeiro    | Apresentador                                                          |
| 1997            | Vamos à Revista               | Ator                                                                  |
| 1997 - 2000     | Bom Baião                     | Apresentador                                                          |
| 2003            | A Culpa é do Macaco           | Apresentador                                                          |
| 2003            | Campeões Nacionais            | Apresentador, ao lado de Liliana Campos, Marisa Cruz e Sílvia Alberto |
| 2014            | Sabadabadão                   | Apresentador, ao lado de Júlia Pinheiro                               |
| 2014 - 2017     | Grande Tarde                  | Apresentador, ao lado de Luciana Abreu e Andreia Rodrigues            |
| 2014 - 2016     | Portugal em Festa             | Apresentador                                                          |
| 2014 - 2015     | Mar Salgado                   | Rogério Manuel dos Santos (Elenco Principal)                          |
| 2017 - 2018     | Juntos à Tarde                | Apresentador, ao lado de Rita Ferro Rodrigues                         |
| 2019 - 2020     | Olhó Baião!                   | Apresentador                                                          |
| 2020            | O Programa da Cristina        | Apresentador, nas ausências de Cristina Ferreira                      |
| 2020 - presente | Domingão                      | Apresentador                                                          |
| 2020 - presente | Casa Feliz                    | Apresentador, ao lado de Diana Chaves                                 |
| 2020 - 2022     | Patrões Fora                  | Maria Odete Barata (Protagonista Principal)                           |
| 2020 - 2022     | Patrões Fora                  | Ele Próprio (Participações Especiais)                                 |
| 2020 - 2022     | Patrões Fora                  | Óscar Barata (Elenco Adicional)                                       |
| 2022            | Estamos em Casa               | Apresentador                                                          |
| 2022 - 2024     | Festival da Comida Continente | Apresentador                                                          |
| 2023            | Olhá SIC                      | Apresentador                                                          |
| 2023 - 2024     | Feriadão                      | Apresentador                                                          |

Outros SIC
| Ano             | Projeto                               | Notas                                                                         |
| --------------- | ------------------------------------- | ----------------------------------------------------------------------------- |
| 2017            | Especial Aniversário SIC - 25 Anos    | Apresentador                                                                  |
| 2017 - 2018     | A Volta ao Mundo em 80 Minutos        | Protagonista (Peça de teatro emitida em televisão)                            |
| 2018            | Queridas Manhãs Especial...           | Apresentador                                                                  |
| 2018            | Sextas Mágicas - Especial Aniversário | Apresentador, ao lado de Luciana Abreu                                        |
| 2019            | Lip Sync Portugal                     | Convidado                                                                     |
| 2020            | O Programa da Cristina                | Dona Odete, "governanta da casa da Cristina"                                  |
| 2020            | 24 Horas de Vida                      | Convidado                                                                     |
| 2020 - presente | Casa Feliz                            | Dona Odete                                                                    |
| 2021            | A Máscara - Especial Fim de Ano       | Gelado                                                                        |
| 2022            | Alô Marco Paulo                       | Participação Especial como "Dona Odete", numa emissão dedicada a Patrões Fora |
| 2022            | Cantor ou Impostor?                   | Concorrente                                                                   |
| 2022            | Patrões Fora - Especial Aniversário   | Apresentador, ao lado de Diana Chaves                                         |
| 2022            | É Bom Vivermos Juntos                 | Apresentador                                                                  |
| 2023            | Vale Tudo                             | Concorrente convidado                                                         |
| 2023            | Vale Tudo                             | Capitão de equipa                                                             |
| 2023            | Casa Feliz                            | Eduardo Bettencourt                                                           |
| 2023            | SIC 30 Anos - É Bom Vivermos Juntos   | Participação                                                                  |
| 2025            | Estamos em Casa                       | Dona Odete                                                                    |

### TVI
| Ano  | Projeto            | Notas        |
| ---- | ------------------ | ------------ |
| 1994 | Visto Isto         | Apresentador |
| 1994 | Mas que Rita Noite | Ator         |
| 1994 | Trapos e Companhia | Ator         |

## Livros
| Ano  | Livro                                                      |
| ---- | ---------------------------------------------------------- |
| 1995 | Anedotas dos Alentejanos                                   |
| 2023 | O Outro Lado da Alegria - A História Que Vos Quero Contar. |

## Dobragens
- 2001 - Monstros e Companhia - Mike Wazowski

- 2006 - Carros - Carro Mike
- 2008 - Bolt - Realizador
- 2008 - Horton e o Mundo dos Quem - Horton
- 2011 - Os Smurfs - Smurf Destemido
- 2012 - Os Piratas - Número 2
- 2013 - Monstros - A Universidade - Mike Wazowski
- 2013 - Os Smurfs 2 - Smurf Destemido
- 2015 - Norm - O Herói do Ártico - Sr. Green
- 2015 - Alisa - A Heroína do Futuro - Istinox Puper
- 2015 - Divertida-Mente (Inside Out) - Medo
- 2017 - Paddington 2 - Phoenix Buchanan
- 2019 - Parque das Maravilhas - Steve

## Curiosidades
- Escreveu várias letras de músicas conhecidas: "Perdoa" - Anjos; "D'Arrasar" - D`Arrasar; "Se eu te perder" - Xanadu; "Não sei viver sem ti" - Excesso; "Estás onde não estás" - Milénio; "Não quero mais" - D'Arrasar; "Se moras no meu sonho" - Delirium; "Não posso de ti fugir" - Claudia
- Escreveu também "Anedotas de Alentejanos"